# Customer generated media
Customer generated media (CGM), někdy označovaný jako user generated media (UGM), zahrnuje různé formy aktivního přispívání uživatelů internetu k tvorbě obsahu webových stránek. CGM se odkazuje na písemné, audio nebo video obsahy vytvořené konečnými uživateli, kteří využívají základní nebo profesionální nástroje. Tyto obsahy uživatelé sdílejí, komentují, hodnotí a předávají si je mezi sebou. Pro spotřebitele, kteří se rozhodnou pro nákup určitého produktu jsou názory, reference nebo různé doporučení od ostatních uživatelů internetu stále častějším zdrojem informací, které jsou zveřejněné v prostředí Web 2.0 a ovlivňují jejich nákupní chování.

Z tohoto pohledu může monitorování CGM představovat pro podnikatelské subjekty určitou konkurenční výhodu. Tato forma komunikačního obsahu může představovat výborný zdroj reakcí spotřebitelů na nové výrobky uvedené na trh nějakou firmou. CGM má výrazný vliv na názory spotřebitelů pohybujících se na internetu a někdy může být účinnější než virtuální nebo guerilla marketing. Společnosti neumí úplně kontrolovat tento tip marketingu, ale je možné aby se podíleli na vytváření obsahu konverzací a to tím, že se přidají do komunikace, kde zákazníci sdílejí svoje názory nebo zkušenosti. Společnosti mohou také iniciovat vytváření CGM tím, že požádají zákazníky, aby vyjádřili svoje názory, zkušenosti, spokojenost a nespokojenost nebo aby přispěli svými kreativními nápady k vytvoření určitého obsahu značky, produktu nebo služby.

## Formy Customer generated media
CGM mohou být generované v různých formách, např.:
Blogy – jsou to většinou jednoduché textové stránky, někdy nazývané jako deníky, s grafikou neb bez ní, představují osobní názory jednoho nebo více autorů, zároveň však tvoří prostor pro další komunikaci. Autor se nejčastěji zaměřuje na určitou skupinu uživatelů a vyvolává diskuzi na určitá témata. Tato forma využívá přirozené potřeby lidí komunikovat mezi sebou, čerpat informace a obhajovat svoje názory. Blogy jsou v dnešní době zařazeny mezi nejčastěji navštěvované informační internetové weby. Blogy se považují za nový druh médií, které přináší zajímavé a netradiční informace spotřebitelům a ostatním zainteresovaným skupinám.
Sdílení videí a fotografií – v současné době velmi oblíbená a zábavná služba v rámci Web 2.0, kde je možné prostřednictvím specializovaných serverů uploadovat amatérské, ale i profesionální videa, případně i fotografie (např. YouTube.com). Tento kanál vyžívá stále více firem na propagaci svých produktů nebo služeb.
Diskusní fóra a tzv. message boards – jde o skupinu spotřebitelů, kteří se zajímají o některé výrobky nebo služby. Např., to mohou být fóra, která se týkají značky automobilů, počítačů, mobilních telefonů, elektroniky nebo softwaru, či životního stylu. Typickým aktivním účastníkem takových fór je člověk, který se zajímá o určitý produkt a potřebuje získat více informací i skrze názory jiných spotřebitelů.
Wiki systémy – jsou další formou CGM, které umožňují okamžité úpravy internetových stránek prostřednictvím jakéhokoliv internetového uživatele. Takovým nejznámějším systémem je Wikipedia, která je asi nejrozsáhlejší internetová, vícejazyčná encyklopedie na světě. Funguje na principu dobrovolného přispívání článků, z kterých pak mohou ostatní uživatelé čerpat nebo je upravovat.
Hodnotící stránky (tzv. rating sites) – tyto stránky mají přímý a dost významný dopad na nákupní chování spotřebitelů. Hodnocení přichází většinou od spotřebitelů a dodává produktům potřebnou kredibilitu a pomáhá zvyšovat jejich prodej.
Kluby a skupiny – jde hlavně o velmi úzce zaměřené skupiny zájemců, kteří se soustředí na jedno téma nebo produkt, např. fankluby, sběratelské kluby, atd.
Tzv. third party web sites – jsou to malé, ale velmi aktivní skupiny spotřebitelů s velkým vlivem. Tyto zdroje jsou často navštěvovány a monitorovány i ze strany firem.
Přímá odpověď firmě – tato forma patří také mezi CGM, ať už v pozitivní nebo kritické formě. Je zaměřena přímo na danou firmu a využívá několik komunikačních kanálů.
Social shopping – je forma, která se zakládá na názorech na výrobky, služby a ceny, které uživatelé sdílejí s ostatními a zároveň tak vytvářejí komunitu lidí s podobnými zájmy a zkušenostmi. Hlavní síla social shoppingu spočívá v kombinaci nakupování a sdílení zkušeností s konkrétními produkty. Komunikační platforma vzniká z iniciativy firmy, ale i uživatelů internetu, kterou by měla firma monitorovat.
Oblast CGM se rychle vyvíjí a zasahuje i další média jako jsou např. moblog, jsou to blogy dostupné z mobilních telefonů, dále vlog, představující zprávy založené na bázi online televizního vysílání ve formě videa, či podcasting, který využívá sdílení zkušeností ostatních nakupujících a zákazníků prostřednictvím sociálních sítí.

## Trendy CGM
Trendy, které mohou představovat určité výhody při využívání CGM:
1.) Spotřebitelé se stále více spoléhají na přátelské, ale i cizí on-line poradenství při zvažování nákupu.

2.) Sociální stránky budou podporovat zvyšování poptávky a hodnoty WOM média (Word-of-mouth).

3.) Spotřebitelé věří stále více CGM než obyčejným reklamám.

4.) Spotřebitelé důvěřují více názorům ostatních spotřebitelů než novinám nebo jiným médiím.